# Desa Menjer
Desa Menjer är en administrativ by i Indonesien.   Den ligger i provinsen Jawa Tengah, i den västra delen av landet, 400 km öster om huvudstaden Jakarta. Desa Menjer ligger vid sjön Telaga Menjer.